# Philobryidae
Famille
Genres de rang inférieur
- voir paragraphe #Liste des genres

Les Philobryidae sont une famille de mollusques bivalves marins de l'ordre des Arcida (anciennement des Arcoida).

## Liste des genres
Selon World Register of Marine Species (6 décembre 2018) :
- genre Adacnarca Pelseneer, 1903
- genre Aupouria Powell, 1937
- genre Cosa Finlay, 1926
- genre Cratis Hedley, 1915
- genre Limarca Tate, 1886
- genre Limopsilla Thiele, 1923
- genre Lissarca E. A. Smith, 1877
- genre Neocardia G. B. Sowerby III, 1892
- genre Philobrya J. G. Cooper, 1867
- genre Verticipronus Hedley, 1904